# (73396) 2002 LV18
2002 أل في 18 (ويعرف أيضًا باسم (73396) 2002 أل في 18 وفق تسمية الكوكب الصغير) (بالإنجليزية: 2002 LV18)‏ هو كويكب ضمن حزام الكويكبات؛ وترتيبه 73396 من حيث الاكتشاف.
اكتُشف هذا الجُرم الفلكي بواسطة بحث لنكولن عن الكويكبات القريبة من الأرض في 6 يونيو 2002.

## وصلات خارجية
- (73396) 2002 LV18 في قاعدة بيانات مختبر الدفع النفاث لأجرام النظام الشمسي الصغيرة

- الاكتشاف · مخطط المدار ·  العناصر المدارية · المعلمات المادية

- (73396) 2002 LV18 على موقع ويكي سكاي: DSS2, SDSS, GALEX, IRAS, Hydrogen α, X-Ray, Astrophoto, Sky Map, Articles and images